# Bercenay-le-Hayer

Bercenay-le-Hayer este o comună în departamentul Aube din nord-estul Franței. În 1 ianuarie 2022 avea o populație de 190 de locuitori. În data de 9 aprilie 2009, municipalitatea a fost clasificată ca zonă de revitalizare rurală (RPA) de către Ministerul Ecologiei, Energiei, Dezvoltării Durabile și Planificării Spațiale.

## Geografie

### Geologie și relief
Bercenay-le-Hayer este stabilit pe terenuri sedimentare constând în principal din depuneri aluvionare moderne și antice și unde o cretă de Cretacic superioară a fost formată din rămășițe de calcar de microorganisme planctonice.
Suprafața municipiului este de 1.463 hectare; altitudinea sa variază între 99 și 238 de metri.

### Hidrografie
Este traversată de Orvin, un râu de 38,1 km care are izvoare în Saint-Lupien și se varsă în Sena la Villiers-sur-Seine.

### Clima
Ca și restul regiunii Champagne-Ardenne, satul este situat într-un climat "temperat oceanic" (Cfb), conform clasificării Köppen. Vânturile sunt în general din vest și sud-vest.

## Toponimie
Teritoriul este cunoscut prin următoarele denumiri: Brecennai în jurul anului 1140, Brecenniacum și Breteniacum în 1147, Brecennayum în 1157, Brecennay în 1161, Brecennaium în 1195, Bretnai în 1198, Brecenaium și Breceneium în 1233, Brecenay în 1283, Brecenaium în Champaigne în 1328 , Bercenay-le-Hayer în secolul al XVI-lea, Bernayum în 1618, Bersenay-le-Hayet în 1660, Bercenayum, Bercenaium și Bercenai-le-Hayer în secolul al XVIII-lea.

## Istoric
Bercenay era o cetate a lui Villemaur. O mențiune despre Bercenay datează din 1147 când mănăstirea Paracletului avea pe acest teritoriu o moară.
Orașul avea un castel vechi, ocupat în 1636 de Catherine de la Motte, văduvă a lui Antoine de Serre. Descoperirea multor fundații ar putea presupune, potrivit arheologilor, că satul posedă mai multe castele.
Domnitorii localității au fost:
- familia Bercenayaux în secolele al XII-lea și al XIII-lea;
- Simonnet Le Mair în 1473;
- Jacqueline Chaumont în 1548;
- Bonaventure Bazin în 1633;
- în cele din urmă, în secolele al XII-lea și al XIII-lea, familia lui Chavaudon, care deținea o casă seignioară în timpul Revoluției Franceze.

La 1 ianuarie 1973, orașul Bercenay-le-Hayer a făcut obiectul unei fuziuni-combinație cu Bourdenay Trancault și comune pentru a forma municipiul Val d'Orvin. La 1 ianuarie 2000 fuziunea a fost desființată și cele trei comune de origine au fost restabilite.